# Durchgriffshaftung
Durchgriffshaftung liegt im Gesellschaftsrecht vor, wenn die Gesellschafter einer Kapitalgesellschaft in bestimmten Fällen gegenüber den Gesellschaftsgläubigern persönlich, unbeschränkt und gesamtschuldnerisch mit ihrem Privatvermögen für Verbindlichkeiten der Gesellschaft haften müssen, wenn das Gesellschaftsvermögen nicht ausreicht.

## Allgemeines
Die Durchgriffshaftung ist gesetzlich nicht geregelt, sondern wurde als Rechtsinstitut von Rechtsprechung und juristischer Literatur entwickelt. Diese Durchgriffshaftung führt zu einer Durchbrechung der Grundregel des Trennungsprinzips. Unter dem Trennungsprinzip versteht man die Trennung zwischen Privatvermögen und Gesellschaftsvermögen. Nach § 1 Abs. 1 Satz 2 AktG und § 13 Abs. 2 GmbHG haftet den Gläubigern der Aktiengesellschaft und der GmbH nur deren Gesellschaftsvermögen. Reicht jedoch das Gesellschaftsvermögen für die Rückzahlung der Gesellschaftsschulden nicht aus, besteht im Regelfall keine Haftung des Gesellschafters mit seinem Privatvermögen. Das ist die Hauptcharakteristik bei Kapitalgesellschaften.

## Geschichte
Dieses Trennungsprinzip gilt jedoch bei Kapitalgesellschaften nicht uneingeschränkt. Das Reichsgericht hatte sich bereits im Juni 1920 erstmals mit dem Rechtsinstitut der Durchgriffshaftung befasst. Rolf Serick hatte danach erst 1955 die dogmatischen Grundlagen der Durchbrechung des Trennungsprinzips präsentiert. Der BGH favorisierte im Januar 1956 das Trennungsprinzip als Grundregel und verlangte, dass die juristische Person von ihren Mitgliedern scharf zu trennen sei. Allerdings stellte er in diesem Urteil klar, dass sich „über die Rechtsform der juristischen Person nicht leichtfertig und schrankenlos hinweggesetzt werden darf.“ Eine Abweichung von der Grundregel des Trennungsprinzips dürfe nur unter schwerwiegenden Gesichtspunkten erfolgen. Im „Autokran“-Urteil vom September 1985 durften sich die Gesellschafter nicht auf die rechtliche Selbständigkeit der juristischen Person berufen, sondern mussten analog §§ 105 Abs. 1, § 128 HGB mit ihrem Privatvermögen haften. Bei der „Bremer Vulkan“-Entscheidung vom September 2001 und in späteren Fällen führte der „Missbrauch der juristischen Person“ zum „Verlust der Haftungsbeschränkung“.

## Paradigmenwechsel
Im Juli 2007 trat beim BGH jedoch ein Paradigmenwechsel ein, als er erstmals beim „Trihotel“-Urteil das Prinzip der Innenhaftung gegenüber der Gesellschaft verfolgte. Mit diesem Urteil gab der BGH das zur Durchgriffshaftung führende Konzept des Missbrauchs der Rechtsform auf und begründete die Existenzvernichtungshaftung des Gesellschafters allein mit § 826 BGB als eine besondere Fallgruppe der sittenwidrigen vorsätzlichen Schädigung. Er kündigte an, auch künftig einen missbräuchlichen Eingriff in das Gesellschaftsvermögen nicht mehr mit der Durchgriffshaftung zu sanktionieren, sondern Verstöße gegen die Zweckbindung des Gesellschaftsvermögens der deliktischen Schadensersatznorm des § 826 BGB zu unterwerfen. Allerdings hält der BGH in Fällen der Vermögensvermischung und in besonders gelagerten Fällen des existenzvernichtenden Eingriffs die Außenhaftung weiterhin für zulässig.

## Arten
Bei der Durchgriffshaftung wird zwischen unechter und echter Durchgriffshaftung unterschieden.
- Eine unechte Durchgriffshaftung liegt vor, wenn Gesellschafter durch Bürgschaften oder Garantien für Kredite Dritter (beispielsweise Bankkredite an die Gesellschaft) eine Kreditsicherheit stellen (in der Praxis am häufigsten anzutreffen).
- Bei der echten Durchgriffshaftung wird den Gesellschaftern der eigentlich ausschließlich haftenden Gesellschaft das Haftungsprivileg einer fehlenden persönlichen Haftung entzogen, und sie haften wie die Gesellschafter einer Personengesellschaft ohne Haftungsbeschränkung. Im angloamerikanischen Rechtskreis spricht man von „lifting the corporate veil“ (den Schleier der Gesellschaft lüften).

## Ursachen
Die Durchgriffshaftung kann durch folgende Ursachen ausgelöst werden:
- Materielle Unterkapitalisierung: sie liegt vor, wenn der erforderliche Kapitalbedarf weder durch Gesellschafterdarlehen noch durch echtes Fremdkapital gedeckt wird.
- Vermögensvermischung: eine Abgrenzung zwischen Gesellschafts- und Privatvermögen der Gesellschafter wird durch eine undurchsichtige Buchhaltung oder in anderer Weise verschleiert;[12] dem Gläubiger ist es unmöglich, zwischen Gesellschaftsvermögen und Privatvermögen zu unterscheiden. Gesellschaftsvermögen wird in das Privatvermögen der Gesellschafter oder zu Konzerngesellschaften verschoben.
- Sphärenvermischung: wenn die Trennung zweier Rechtssubjekte nach außen nicht hinreichend deutlich wird, weil die klare Abgrenzung zwischen Gesellschaftssphäre und sonstigen Bereichen (insbesondere Privatsphäre der Gesellschafter oder Personalunion zwischen Konzernfirmen) fehlt.[13] Die Sphärenvermischung führt nur zur Haftung, wenn sie eine Vermögensvermischung zur Folge hat.
- Rechtsformmissbrauch: hier wird die Rechtsform der juristischen Person missbraucht oder dem Zweck der Rechtsordnung zuwider eingesetzt, so dass das Trennungsprinzip außer Kraft gesetzt wird.

Einzelfragen zu dieser Thematik sind rechtlich umstritten.

## Rechtsfolgen
Dieser Paradigmenwechsel hatte lediglich eine Änderung der Anspruchsgrundlage (von gesellschaftsrechtlichen Grundlagen zum deliktischen Schadensersatz) zur Folge. An der wirtschaftlichen Durchgriffshaftung in besonderen Fällen der Unterkapitalisierung hat dies jedoch nichts geändert. Wird eine Durchgriffshaftung zugelassen, haftet der Gesellschafter nach den §§ 105 Abs. 1, § 128 HGB ausnahmsweise persönlich, unmittelbar und unbeschränkt. Die Tatbestände der Kapitalerhaltung (§§ 57, § 62 AktG, § 30, § 31 GmbHG) sind vorrangig und ersetzen, wo sie eingreifen können, die Durchgriffshaftung.